# きゃんきゃんバニーシリーズ
『きゃんきゃんバニー』シリーズは、日本のゲームブランド、カクテル・ソフトが発売したアダルトゲームのシリーズである。1989年に発売された『きゃんきゃんバニー』を発端として、シリーズ化がなされている。

## 歴史
PC版の制作・販売はカクテル・ソフト
- 1989年6月 - PC用18禁ソフト 『きゃんきゃんバニー』発売 シリーズ初作品
- 1990年4月16日 - PC用18禁ソフト 『きゃんきゃんバニー スペリオール』発売
- 1991年8月10日 - PC用18禁ソフト 『きゃんきゃんバニースピリッツ』発売
- 1992年7月30日 - PC用18禁ソフト 『きゃんきゃんバニープルミエール』発売
- 1993年6月25日 - PC用18禁ソフト 『きゃんきゃんバニーエクストラ』発売
- 1994年11月11日 - PC用18禁ソフト 『きゃんきゃんバニーリミテッド 5 1/2』発売
- 1996年4月5日 - セガサターン用18禁ソフト（X指定） 『きゃんきゃんバニープルミエール』発売 家庭用移植初作品 販売 KID
- 1996年9月27日 - PC-FX用18禁ソフト 『きゃんきゃんバニーエクストラ』発売
- 1996年12月20日 - セガサターン用18歳以上推奨ソフト 『きゃんきゃんバニープルミエール2』発売 販売 KID
- 1996年12月26日 - PC用18禁ソフト 『きゃんきゃんバニープルミエール2』発売
- 1997年10月9日 - セガサターン用18歳以上推奨ソフト 『きゃんきゃんバニーエクストラ』発売 販売 KID
- 1997年12月12日 - PC用18禁ソフト『きゃんきゃんバニー1・Primo』発売
- 2000年8月25日 - PC用18禁ソフト 『きゃんきゃんバニー6 i・mail』発売
- 2018年10月26日 - PC用18禁ソフト『きゃんきゃんバニープルミエール3』発売[1]

## 作品概要

### きゃんきゃんバニー
便宜上、この項目でこの作品を指す場合は『きゃんきゃんバニー（初代）』もしくは『初代』とするものとする。
- 発売日：1989年6月
- 対応機種：PC-9801、PC-8801、X68000

第1作。ナビゲーターは亜理子（アリス）。本作での亜理子の外見は後の作品と違い、バニーガール風である。攻略対象となるのは主人公と何らかのかかわりを持つ5人。現状において唯一リメイクが行われている作品でもある。
IGNの歐陽宇亮は『初代』について、H重視のナンパゲーである点は従来通りだとしつつも、各キャラクターの生活背景や性格が重視され、恋愛に焦点が当てられている点を評価しており、「『Hのための恋愛』を主題とする『初代』は、『元祖恋愛体験シミュレーション』として、恋愛ゲームの重要な発展を象徴している」と述べている。

### きゃんきゃんバニー スペリオール
- 発売日：1990年4月16日
- 対応機種：PC-9801、PC-8801、X68000、MSX2

ナビゲーターは継続して亜理子。この作品の時点で外見が『不思議の国のアリス』のアリスを模したものに変更された。3つの大きな分類分けから選択し、全部でシリーズ最多となる12人のキャラクターを攻略する。
『エクストラ』までのシリーズにおいて最も難易度が高いとされ、開発に携わった人間でもゲームをクリアできなかったという逸話がある。

### きゃんきゃんバニースピリッツ
- 発売日：1991年8月10日
- 対応機種：PC-9801、PC-8801、X68000、MSX2、FM-TOWNS（後述）

ナビゲーターは亜理子だが、前作と原画家が異なり、デザインの細部が変更になっている。作品の根底の部分に関しては、当時放映されていたテレビ番組『ねるとん紅鯨団』の影響で流行ったねるとんパーティーが用いられている。時期的に沙織事件の影響を間接的に受け、流通に乗っていた時期が短い。事件後、CGの局部を塗りつぶした再版（パッケージなどに変更はないが、旧18禁シールが張られている）が出荷された。FM-TOWNS版は単体で発売されなかったが、次作『プルミエール』のFM-TOWNS版に同時収録されている。

### きゃんきゃんバニープルミエール
- 発売日：1992年7月30日
- 対応機種：PC-9801、Windows 3.1/95、FM-TOWNS、X68000

スワティ初登場作。きゃんきゃんバニーシリーズとしては初めての家庭用機用ソフトであり、セガサターン版（発売:KID、18禁X指定）が発売された。パソコン版とセガサターン版では第3章のシナリオと登場人物が異なる。FM-TOWNS版には前作『スピリッツ』も収録されている。

### きゃんきゃんバニーエクストラ
『きゃんきゃんバニーエクストラ』はカクテル・ソフトが1993年6月25日に発売した18禁恋愛アドベンチャーゲームである。『きゃんきゃんバニー』シリーズの5作目。
メディア展開はシリーズ中最も多く、『Pia♥キャロットへようこそ!!』シリーズのヒット前まではカクテル・ソフトの看板タイトルであった。その一方、スワティ登場作の中で唯一Windowsへの移植が行われなかった。
セガサターン版の特徴は、台詞に音声が付き、「きゃんきゃんバニー・プルミエール2」(前作)のキャラクターの石鍋環、東山日奈緒が再登場する。
プレイヤーは主人公となって物語を進め、女の子とエッチするのが目的となる。ワンプレイで全ヒロインの物語が網羅できるほか、バッドエンドやゲームオーバーは基本的に存在せず、攻略に失敗してもスワティによって何度でも物語は巻き戻される。
ストーリー
大学卒業を間近に控えていたが就職も決まらず、どこか満たされない主人公がある日の深夜にコンビニで立ち読みをしていたところ、まぶしい光と共にカワイイ女の子スワティが現れた。かつて出会った女神でもあるスワティは、以前に果たせなかった約束を果たすべく、新たな力をもとに主人公に女縁を授けてくれるという。こうして主人公の新たな出会いが始まろうとしている。
スタッフ
- 原案・シナリオ：春菜ななこ
- キャラクターデザイン・原画：あ、こばやしひよこ、CHARM、高橋しんや
- 音楽：MUSE
- 挿入歌：「宇宙刑事エクストのテーマ」

反響・評価
グラフィックについては当時、エルフの『同級生』に迫る人気を獲得しており（ゲーム雑誌のキャラクター人気投票では本作のスワティがベスト10入りすることが少なくなかった）、しかもその多くは外注ではなく社内で製作されていた。
IGNの歐陽宇亮は『エクストラ』について、各ルートのテーマの多様性や奥深さ、キャラクターの描写、そしてユーモアについて評価しており、「『初代』はHだけでなく恋愛にも焦点を置いたという意味で重要だが、『エクストラ』はゲームの内容そのものを先取りした」と述べている。また、歐陽は『エクストラ』の主人公をゲーム史上最も魅力的な主人公であると評すると同時に、春菜のルートにおける「戦争の悲劇」をある国の特定の世代だけでなく「人類の罪」とする視野の広さを称賛している。

### きゃんきゃんバニーリミテッド 5 1/2
- PC9801：1994年 11月11日、Windows：1997年1月30日
- キャラクターデザイン・原画： 豊島ちはや、おきゃん

番外的作品。サワディ初登場作。発売はエクストラの後だが、ストーリー上の時間軸はプルミエールの前となる。舞台となったのはエクストラと同一の世界である。
ストーリー
ある日、女の子とエッチをしている夢を見ていた主人公の頭上に見知らぬ少女が降ってくる。少女は自らを神と呼ばれる存在と名乗るが、実は天界の学校で見習い修業中の身で、そのため人間が発音出来る名前も持っておらず、少女は願いを叶える事と引き換えに名前を付けるように主人公に頼み、少女の名前は「サワディ」となった。主人公は「5日間ここにいて、女の子を紹介してほしい」とサワディに願う。こうして、彼女を探す為の主人公とサワディの生活が始まった。
カクテル・ソフト SOUND BOX
PC9801版に音楽CD『カクテル・ソフト SOUND BOX』が収録。内容はこれまでのカクテル・ソフトの作品の音楽のアレンジ版で、この作品のBGMはこれらの元曲が使われている。
収録曲『』内は曲の元ゲーム
- 1：I MEET YOU 〜少しだけスキャンダル〜『きゃんきゃんバニーエクストラ』
- 2：6月の晴れた午後の風のように 〜KYARUN〜『きゃんきゃんバニーエクストラ』
- 3：燃えろエクスト『きゃんきゃんバニーエクストラ』
- 4：星のプレゼント『きゃんきゃんバニープルミエール』
- 5：ロングラードの閃光『クィーンズ・ライブラリー』
- 6：摩天楼の堕天使『ANGEL』
- 7：とまらないメリーゴーランド『卒業写真』
- 8：月夜のトキメキまじっく『ハーフムーンにかわるまで』
- 9：邪龍の神殿『くるくる★パーティ』
- 10：イノセント・ソルジャー『Demon City』
- 11：恋のプラズマ100%（Remix）『電撃ナース』
- 12：4次元迷路で捕まえて『電撃ナース2』
- 13：シルバー・レイン『カスタムメイト』
- 14：モーニング・コール『電話のベルが…』
- 15： MAZIK 2 U『JYB』

### きゃんきゃんバニープルミエール2
『きゃんきゃんバニーバニープルミエール2』はカクテル・ソフトが1996年12月26日に発売した18禁恋愛シミュレーションゲームである。略称は『プルミ2』または『プル2』。
発売はエクストラより後だが、物語の時系列上は『プルミエール』と『エクストラ』の中間に位置する。ほぼ同時期の1996年12月20日にはセガサターン版がKIDから18歳以上推奨のレーティングで発売されている。みつみ美里のキャラクターデザイン・原画家デビュー作でもある。
2016年2月5日に現行OSに対応したきゃんきゃんバニープルミエール2REFRESHをDMMからダウンロード専売で再発売。
Windows版では全キャラクターを同時攻略できないが、セガサターン版とREFRESHでは同時攻略ができる様に内容が調整されている。
ストーリー
ある日、主人公であるスケベな大学生に頭上に何かが落ちてきた。何かは分からなかったが、取りあえず持ち帰ってみると、家には不思議な格好をしたカワイイ女の子と6人のむさ苦しい老人が居座っていた。彼女らは天界にいるはずの神様で、スワティーと名乗る女神が大事なタマゴを落としてしまい探しているとのことだった。それこそが主人公の頭上に落ちてきた物で、主人公に拾われた事でタマゴに縁が生じてしまった。神が生まれるか、化け物が生まれるか、主人公の業によって決まってしまうことになってしまい、主人公はタマゴがかえる10日の間で主人公の業である「女縁」にまつわる女の子達を幸せにしなければならないのであった。
スタッフ
- シナリオ：
- 原画：みつみ美里
- 音楽：
- OP曲：「紫陽花色のダイアリー」
  - 歌：吉野茜、長崎みなみ

- ED曲：「雨の降らないおまじない」

反響・評価
SS版はSATURN FANサターンソフトImpression!では7、7、6、6、6の32点（平均6.4）。レビュアーはマップ移動や前作では必要性が薄かった時間の概念などシステム面はがらりと変わるもそれでも練り込み不足に感じられるが、ストーリーはサワディの狂言回し的扱いや軽いノリは独特の言い回しがシリーズの魅力だがもう一ひねりあってもよかったかもしれず、Hシーンで下着をつけている不自然があり、おまけCDが本当におまけ程度の内容だが、全体的には悪くなく結構タッチの変わったグラフィックは綺麗でフルザイズであるため完成度は前作より上でメインキャラの台詞がフルボイスなおかげで個性や魅力が引き出され感情移入度も高まっている、前作が18禁なためその流れで考えると物足りないがライトなお色気でストーリーには十分でありスワティファンにはお勧めであるとした。

### きゃんきゃんバニー1・Primo
『きゃんきゃんバニー1・Primo』は、1997年12月12日に発売された Windows用アダルトゲームであり、初代のリメイク版にあたる。
当初の製作予定から大幅に発売が遅れたため、きゃんきゃんバニーのコレクションディスクと同封となっている。グラフィック関係のほか、ボイスの追加・エンディングの追加などが行われている。

### きゃんきゃんバニー6 i・mail
『きゃんきゃんバニー6 i・mail』は2000年8月25日に発売されたWindows用のアダルトゲームである。 
『6』はIT時代のトレンドを描いており、ナビゲータのモナコは携帯端末のアプリケーションという設定である。複数の女の子と同時にデートの約束もできるので、展開によっては予定が重なることもあるためスケジュールの調節が必要とされている。
この作品のすぐ後にカクテルソフトブランドはF&C本体がブランド再編のために一旦消滅させている。
ストーリー
「モバイル」というデバイスが一般的になりつつある都市・渋矢に暮らす5回生の主人公は、1年半の就職活動の中で「モバイル」の必要性を痛感し、有り金をはたいて「モバイル」を手に入れる。
ある日、彼のもとにCD-ROMが届き、インストールをしてみると、アプリケーションの中から美少女キャラクター・モナコが現れた。

### きゃんきゃんバニープルミエール3
『きゃんきゃんバニープルミエール3』は、2018年10月26日に発売のアダルトゲームである。
『プルミエール3』では、ナビゲーターによって難易度が変化するシステムを導入しており、スワティがナビゲーターを務める「極楽モード」では、誤った選択肢でも時間を巻き戻すことができる。
一方、サワディがナビゲーターを務める「地獄モード」は難易度が高く、選んだ途端にゲームオーバーになる選択肢も登場する。
『プルミエール3』はマルチシナリオであり、攻略ヒロイン一人に対して複数の結末が存在する。また、ハーレムエンドやスワティとサワディの個別ルートも存在するほか、モードによって物語に若干の差がある。
ストーリー
都内にある大学に通うために上京した主人公は、祖父から都内の神社の禰宜の職を押し付けられる。
荒れ果てたその神社を整備した主人公は、七福神に遭遇し、一か月以内に結婚して神社の知名度を上げぬと死ぬと告げられる。縁結びの神である弁財天のサラ・スワティの協力を得た主人公は、嫁探しに奔走するのであった。

## 登場キャラクター

### 歴代ナビゲーションキャラクター
亜理子
初代からスピリッツまでのナビゲーター。当初はバニーガール姿だったが、その後は不思議の国のアリスのアリス風に変化していた。シナリオ的な関わりは全くない。設定は作品ごとに変わっており、初代では鏡の国、スペリオールでは魔法の国、スピリッツでは月の世界からそれぞれやってきたという設定。
スワティ
声：松本美和（SS版プルミエール） / 吉野茜（SS版エクストラ、プルミエール2） / 椎名へきる（エクストラドラマCD） / 矢島晶子（エクストラドラマCD2～4、OVA） / 雪村とあ（プルミエール3）
身長：160cm スリーサイズ：83/56/85（推定） 誕生日：不明 血液型：不明（設定はプルミエール2時）
プルミエールシリーズ及びエクストラでのナビゲータ。弁財天（サラスヴァティー）を元に作られたキャラで、本作品での役回りも「恋愛の神」と言う位置づけである。口癖は「きゃる〜ん☆」。基本的には明るい性格であるが、真面目にしめるべき所はしめる。祖母の先々代の弁才天は江ノ島の江島神社に祀られている。神なので触れる事ができず、基本的にはシリーズ歴代主人公以外の人間には見ることも出来ない。人間で言えば高校生くらいの年齢であり、エクストラで人間になった際も高校生になっている。恋愛の女神だが、人間界のコンビニに来ては女性誌の占いコーナーを読む事が趣味。
エクストラではプルミエールで失敗した主人公の「女縁」を成就させるべく、無断で北極紫微大帝の「星のカケラ」の力を使ってしまう。エクストラではスワティのエンディングも用意されており、主人公と結ばれる事も可能だが、主人公とのエッチシーンは存在しない。
プルミエール2では事件を引き起こした張本人となっている。
リミテッドでは終盤にサワディの試練を見届ける役として登場する。リミテッドの主人公はサワディから彼女の理想を投身したような話を聞かされている。
サワディ
声：長崎みなみ（SS版エクストラ、プルミエール2）、白鳥由里（ドラマCD） / 八ッ橋きなこ（プルミエール3）
身長：130cmちょっと スリーサイズ：65/38/67（自称） 誕生日：不明 血液型：不明（プルミエール2）
リミテッドのナビゲータ。天界での修行が嫌になって脱走した弁財天見習い女神。名前はリミテッドの主人公がスワティのことを「サワディ」と呼び間違えたのを気に入ったからであるが、名付けた主人公はその名前を「トイレの芳香剤に似ている」と評する。スワティの事を尊敬し写真を持ち歩いているが、自分の理想をスワティに投影していると七福神から言われている。
時系列的にはスワティより早く人間界に修行に来ており、エンディングではスワティによって女神の一柱と認められている。
プルミエール2及びサターン版エクストラの日奈緒シナリオに登場しているが、未熟で見習い女神のままである。リミテッドでは人間が普通には触れない存在であったが、エクストラで登場した時は主人公と物理的に激突している。
モナコ
声：高樹菜々子（6）
6でのナビゲータ。モバイルメーカーの開発したアプリケーションの試作版であり、「Mobile Navigation Communicator」の略称である。携帯端末内部で活動し、主人公の手助けをしている。

### シリーズ登場キャラクター
主人公
声：内藤玲（SS版プルミエール） / 子安武人（エクストラドラマCD） / 三木眞一郎（エクストラドラマCD2・3） / 山口勝平（OVA）
ここではプルミエール、プルミエール2、エクストラの主人公を指す（すべて同一人物）。
エクストラでのゲームのデフォルト名は河村耕平（かわむら こうへい）、ドラマCD1では大塚ゆうじ（おおつか ゆうじ）、ドラマCD2以降は中村（なかむら）、OVA版は落合健太（おちあい けんた）。
エクストラの時点では超三流大学飛鳥大学の4年生。「スケベ大王」の異名を持つ女好きながらもモテない冴えない男。しかしながら普通の人間には見えない物が見えてしまう特異体質なことからスワティらと知り合い彼女らを居候させており、その見返りとして女の子との縁を授けるよう要求する神をも恐れぬちゃっかりとした性格。変わったバイトをこなす妙なスキルの持ち主でもある。
プルミエール2では霊感が強い所からスワティーが落としてしまった神気のカタマリであるタマゴと縁が出来てしまう。古びたアパートで一人暮らし。
エクストラ冒頭で、プルミエールでスワティと出会った事が描かれており、プルミエール2はエクストラの前史に当たるが、日奈緒や環がプルミエール2の後に発売されたセガサターン版エクストラに登場し、主人公とプルミエール2で会っている設定になっていることから、これらの主人公は同一人物となる。リミテッドやプルミエール3の主人公とは別人物である。
七福神（スワティ以外）
声：
布袋：渡辺秀行（SS版プルミエール）
毘沙門：永野善一（SS版プルミエール） / 大滝進矢（エクストラドラマCD）
寿老人：森訓久（SS版プルミエール）
大黒：金子幸伸（SS版プルミエール） / 菅原淳一（エクストラドラマCD）
福禄寿：小島幸（SS版プルミエール） / 高木渉（エクストラドラマCD）
恵比寿：家村幸成（SS版プルミエール）
スワティと共にやってくる神で「布袋」「毘沙門」「寿老人」「大黒」「福祿寿」「恵比寿」の6柱。全員2頭身のデフォルメキャラとなっている。主人公の部屋にいついて茶を飲んでばかりいる。エクストラで金が足りなくなった時は借りる事が出来る（返さなくてもクリア出来ないなどのペナルティは無い）。
スワティと同様に、プルミエール、エクストラ、プルミエール2、リミテッド、プルミエール3に登場する。
タイ
恵比寿が連れている鯛。空を飛んでおり、人語を理解出来る。サワディの術が効かないので、サワディより神格が高いかもしれないと、プルミエール2公式設定資料集では書かれている。
玉蘭（たまらん）
声：歌織（SS版エクストラ） / - /
エクストラでは宝くじを売り歩くネコミミの謎の少女で、宝くじに当たった場合は換金か脱衣することが出来る。プルミエール2では居酒屋を経営しており女将を務めている。
同じカクテル・ソフトの『DORADORAエモーション〜聖牌伝〜』では対戦相手の一人として、『Piaキャロットへようこそ!!2』では占い師として登場しており、エクストラでの登場が初めてとなる。

### スピリッツキャラクター
亜理子
#歴代ナビゲーションキャラクター参照
ねるとんツーショット編
夢野恵理香
生意気な女子高生
秋沢琴美
派手好きな女子大生
杉本久美子
おとなしい性格でデリケート
結城美保
甘えられると弱い年上のお姉さん
旅行でナンパ編
牧瀬奈々美
ノリが軽いフリーター
浅香ひかる
スポーツが好きなOL
五嶋遥
明るい女子高生
姫川雪乃
ワガママな性格のお嬢様。短大生
加賀桜子
旅行編のキャビンアテンダント。上記の4人をクリアすることで、彼女とのボーナスシナリオがプレーできる

### プルミエールキャラクター(記載はセガサターン版基準の為第1章～第2章には差異有り)
主人公
#シリーズ登場キャラクター参照
スワティ
#歴代ナビゲーションキャラクター参照
七福神
#シリーズ登場キャラクター参照
第1章
小川由真
声：中尾友紀（SS版）
主人公より年下だが、ファミレスのバイトでは先輩。Hシーン終了後は声優の専門学校へ通うためにバイトを辞めると大阪へ引っ越し、そこで知り合ったイケメンの彼氏と現在同棲中である事を主人公に手紙で報告する。
氷室深雪
声：平野智恵（SS版）
銀行に勤めるOL。どこか冷たい雰囲気を持った大人の女性。しかし、心優しい性格をしている。ジャズピアノを得意で父親に反対され夢を諦めた過去がある。それでも夢を諦められず、まわりに内緒で定期的にホテルのラウンジでピアノの演奏のバイトをしている。少々、酒乱の気があるので、酔わせて部屋へと連れ込む常連客がいる。そのためHシーンでは、酔わされて人気のない深夜の地下駐車場に運び込まれると、興奮してケダモノ化した主人公にドレスを強引に引き裂かれ下着姿にされる。怯えながらも大人の余裕を見せてリードするが、主人公には効果が無く一方的に翻弄される。Hシーン終了後はボロボロの下着姿で夜の街を歩かされ、主人公の自宅へと連れ込まれる。その後、父親と会社に夜のバイトと地下駐車場での行為がバレた事で仕事を辞め、主人公に内緒で音楽を学ぶため単身海外留学をした事を手紙で報告する。
小説版では最近まで一緒に同棲して結婚間近の恋人がいたが海外留学の件が原因で破局した。
第2章
江藤莉奈
声：湯浅香織（SS版）
バイク好き少女。男っぽい気性をもっているが本当はかわいい女の子。EDでは転勤先で知り合った素敵な男性と交際を始め、来月には結婚する事を手紙で報告する。
有栖川真穂子
声：小池淳子（SS版）
有栖川財閥の箱入りお嬢様。おっとりとした性格で天然ボケの持ち主。趣味のクイズになると人が変わった様に饒舌になる。Hシーン終了後は父親の命令で強制的に海外へ留学させられ、会ったばかりの御曹司と愛の無い政略結婚をさせられる。先日その結婚相手の子供を妊娠してしまい、もう二度と日本には戻れないので、自分の事は忘れて欲しいと手紙で主人公に報告する。
PC版第3章
大槻麻衣
女子高生。積極的な性格。のちにDokiDokiバケーションでヌードモデルになったことが明らかになる。
江崎魅奈
体育教師。後に見合いの為に実家に戻ったとされる。
早坂奈美恵
教育実習生。後に本格的に教師を目指すため別れた。
セガサターン版第3章
三沢ゆかり
建設工事現場の現場監督。なおみの姉。かなり男っぽく気が強い。七福神の加護のおかげで、好みのタイプに程遠い軟弱な主人公に心惹かれる。勤務後に居酒屋へと誘い、酔っ払った勢いで自宅に招き入れる。酔いを醒ます為にシャワーを浴びるが、七福神の力を悪用した主人公に入浴を覗かれる。Hシーンでは湯上り姿に興奮した主人公に押し倒されると、勢いのまま襲われる。抵抗するが主人公の性欲が具現化した人格の力の前に敵わず、一方的に辱められる様子を七福神たちに撮影される。
自宅で主人公に抱かれた事で七福神からの加護の効果が消えた事で主人公に対する恋愛感情や愛情が失われる。その日から辱められている写真を持つ主人公からの誘いに逆らえず、身体を求められる。残業と称して誰もいない夜の工事現場を全裸で歩かされたり、自宅で変態的なプレイを要求され従順になるまで調教され、徐々に心と身体を快楽に蝕まれる。
しかし会社の指示で急な転勤が決まり、訪れた北海道の工事現場で意気投合した男性に口説かれそのまま結婚する事になる。後日、結婚したので自分の恥ずかしい写真は全て処分してほしいと手紙で主人公に報告する。これで主人公との間に残っていた縁が完全に途切れた事で結婚した男性と幸せな家庭を築く。
三沢なおみ
姉のゆかりと同じ建設会社に勤めるOL。ゆかりの大切な妹。面倒事は姉に助けてもらうことが多い。子供の頃から姉が気に入っているものは何でも欲しがるクセがあり、男っぽく気が強い姉が惚れている主人公に興味を持つ。Hシーン終了後は主人公への興味を完全に失う。その後、転勤した九州の支社で知り合った実業家の男性との間に子供ができた事で結婚をする事を手紙で報告する。

### エクストラキャラクター
声優はPC-FX・SS/ドラマCD1/ドラマCD2以降の順、OVA版は非公開。ソフ倫規制改正前なので年齢設定が存在する。
主人公
#シリーズ登場キャラクター参照
スワティ
#歴代ナビゲーションキャラクター参照
七福神
#シリーズ登場キャラクター参照
青山美沙生（あおやま みさお）
声：長崎みなみ / 松井菜桜子 / 同左
誕生日：12月18日 血液型：B型　スリーサイズ：B82-W56-H84
高校3年生の超難関女子大を目指す受験生。母子家庭で母親は有名女優、家庭環境と受験から来るストレスの気晴らしに露出度高い衣装でディスコで踊りまくるのが趣味。性格はわがままで好き嫌いがはっきりしている。主人公とはデパートのバーゲンセールで出会うが、その際見つけた服を香織と奪い合って以来犬猿の仲、ディスコのお立ち台で張り合う。
久遠寺綾（くおんじ あや）
声：芽吹 / 篠原恵美 / 折笠愛
誕生日：8月9日 血液型：AB型　スリーサイズ：B88-W59-H90
集談社の人気漫画雑誌「少年チャンプ」の編集長。両親を早くに亡くし、育ててくれた祖父も先日亡くなっており、都心の一等地の屋敷で老猫と乳母と住んでいる。大人の色香漂う女性で、仕事には妥協を許さない厳しい性格。趣味はドライブで愛車は赤のアルファロメオ ジュリア1600スパイダーのオープンカー。黒原に全裸に剥かれ女体盛りをさせられるところを主人公に救出された。
媒体によっては仕事の関係で様々な男性から抱かれているので男性経験は豊富とされており、亡くなった祖父の友人だった黒原に騙し取られた屋敷の権利書を取り戻す為に、一日だけ愛人になって黒原に抱かれる条件を受け入れる。黒原に指定された鎌倉の連れ込み宿に到着すると、案内された部屋で全裸に剥かれ女体盛りをさせられる。その後は黒原が満足するまで身体を弄ばれる様子を撮影される。快楽に身を委ねてしまい、一生愛人になる事をカメラに向かって宣言してしまう。黒原に抱かれる屈辱に耐え、奪われた屋敷の権利書を無事に取り戻すが、代償として旅館で撮られた黒原と愛し合っている写真と映像を会社の関係者や知り合いに送られ、社会的な辱めを受ける。その後日には黒原の子供を妊娠した事が発覚する。
坂本春菜（さかもと はるな）
声：鳩野比奈 / 久川綾 / 西原久美子
誕生日：3月8日 血液型：O型　スリーサイズ：　B??-W??-H??
主人公がゲームセンターで出会う女性。童顔だが実は主人公より年上で、聖ルカ病院の准看護婦をしている。読書や園芸が趣味の物静かな性格。祖父はロシア人で病院の敷地内にある教会の神父であったが他界、彼女がシスターを兼ねている。クリスチャンネームは「ヴィスナ」（visuna、ロシア語で「春」の意）。霊感が強く主人公以外ではスワティの姿が見える数少ない人物。
PC-FX版およびセガサターン版の開発の際、彼女のシナリオが大幅に書き換えられた。また、髪はゲーム版はピンクだがOVA版では金髪になっている。
桜沢香織（さくらざわ かおり）
声：夏野蛍 / 富沢美智恵 / 野上ゆかな
誕生日：9月15日 血液型:A型　スリーサイズ：B87-W58-H90
稲村女子短大家政科に通う短大生。ショッピングとディスコで踊る事を趣味としており、見た目も派手だが、実は真面目で家庭的な性格で好きになった相手には身も心も尽くすタイプ。新潟から上京し、恐竜博のコンパニオンのアルバイトをしながらアパートで一人暮らし。美沙生と張り合う一方大人気ないとも思っている。最近まで付き合っていた彼氏と一緒に同棲していたが、その彼氏の浮気が原因で別れているので男性に対して少し不信感を持っている。
EDのエクストラストーリーでは誰も居ない夜のコンパニオン会場で主人公に抱かれる様子が防犯カメラに撮られてしまう。
杉田千里（すぎた ちさと）
声：こじまさとみ（現：児玉さとみ） / かないみか / こおろぎさとみ
誕生日：2月12日 血液型：B型　スリーサイズ：B90-W60-H92 　
高校生。好きなものは漫画・アニメ・特撮と典型的なオタク。特に漫画は自分で執筆するほど入れ込んでいるが、進学校に通っていることと両親が厳格の為、漫画のことは内緒にしている。少女漫画よりも少年漫画を愛好し「少年チャンプ」の愛読者である主人公と意気投合する。
若宮雪江（わかみや ゆきえ）
声：美都いずみ / 根谷美智子 / 同左
誕生日：3月8日 血液型：O型　スリーサイズ：B89-W57-H92 　
美沙生と千里が通う大手進学予備校の非常勤講師、担当は日本史。父親が貿易会社勤務で、海外で生まれ育った。男性経験がなく、レポーターになる為に最近来日し、知識で持っていた日本と実際の生活面でのギャップに少々戸惑っている。後に念願のテレビレポーターに転職する。リポーター初日に放送事故で恥ずかしい格好が全国放送される。Hシーンではテレビ局の開局を祝うパーティ会場で媚薬入りの酒に酔ってしまい、主人公に介抱されながら人気の無い隣の部屋に連れ込まれる。部屋では抵抗できずに強引にドレスを脱がされると、鏡の前で恥ずかしい格好をさせられ、パーティーが終了するまで何度も抱かれる。
業界人やスポンサーからの肉体関係や枕営業を最後まで拒んだことで、エンディングでは戦場リポーターとして紛争地帯の最前線にADの主人公の2人だけで送られる。
OVAでは自分好みの若い塾生にイケナイ個人授業をする講師として登場する。
高岡麻理（たかおか まり）
声： - / - / -
春菜シナリオで登場するサブヒロインの一人。アーケード街「ムーンロード」の小物屋で店員として働いている。楽天的な性格で主人公ともふとした勢いで交流を持つようになった。メインヒロイン達とは違い個別シナリオは無いが、エッチシーンと個別エンディングがある。またスワティによる縁結びとも関係なく主人公がゼロから縁を作り上げた形になる女性である。
エンディングではバイト代に惹かれ、小物店を辞めて夜のナイトクラブでストリップガールの仕事を始め、夜の街の人気者になる。その後、生活に困窮した主人公がギャラに目が眩み、恋人の麻理を使った裏ビデオの撮影を契約する。何も知らずナイトクラブで男性客たちにステージ上で襲われ、主人公や観客たちに輪姦される様子を撮影される。クラブでの撮影が終了すると全裸で縛られ名前を書かれたプラカードを付けられてた格好で夜のアーケード街「ムーンロード」を引き回されると、近くのラブホテルへと連れ込まれ、再び知らない男性たちに身体を弄ばれる様子を主人公に撮影される。数時間の輪姦から解放されてからは街中に写真や裏ビデオが出回り一躍有名人になる。その後は主人公の勧めでストリップの仕事を辞め、AV女優に転職する。
川奈真樹子（かわな まきこ）
声： - / - / -
春菜シナリオで登場するサブヒロインの一人で、春菜を目の敵とするナース。「カテーテル真樹」の異名を持ち、度々患者と戯れる人気者でファンクラブがある。メインヒロインと違い縁結びとは関係なく個別のシナリオもエンディングも無い。主人公と性交渉をする場面もあるが、他人の彼氏を味見する程度であり、恋人関係にはならない。
東山日奈緒（ひがしやま ひなお）
声：長崎みなみ / - / -
セガサターン版追加キャラ。詳細は#プルミエール2キャラクター
石鍋環（いしなべ たまき）
声：歌織 / - / -
セガサターン版追加キャラ。詳細は#プルミエール2キャラクター
北極紫微大帝（ほっきょくしびたいてい）
声：鈴木浩之 / - / -
北斗七星を司る神。スワティが無断で「星のカケラ」を使った為、回収（主人公がカケラを持ったヒロインと結ばれる）出来なかったときはスワティを自分の1000人目の妻になるように要求してくる。作中ではグラフィックは存在しない。スワティ以外の七福神からはロリコン、ハゲと言われている。

### リミテッドキャラクター
主人公（名前は変更可能）
プルミエールやエクストラとは同一世界の住人だが別人物とされる。大学生でアパート住まい。ある日天上から降ってきた自称神様と名乗る女の子に「サワディ」と人間界での名前をつけた事で一つだけ願いを叶えて貰う事となり「5日間帰らずにここにいて、女の子を紹介してくれ」と願う。
サワディ / スワティ
#歴代ナビゲーションキャラクター参照

### プルミエール2キャラクター
主人公
#シリーズ登場キャラクター参照
スワティ / サワディ
#歴代ナビゲーションキャラクター参照
桜庭ひかる（さくらば ひかる）
身長：156cm 誕生日：8月15日 スリーサイズ：86/58/85 血液型：O
主人公のアパートの隣のマンションに住む予備校生。大学進学を目指す熱血受験少女で、頑固で意地っ張り。主人公の部屋と向かい合っている。
府川亜矢子（ふかわ あやこ）
身長：155cm 誕生日：4月1日 スリーサイズ：83/59/84 血液型：B
ひかるの幼稚園以来の親友でひかると同じ予備校に通っている。外見はコギャルふうの遊び人。両親に甘やかされて育ったせいかワガママで甘えん坊。
石鍋環
身長：157cm 誕生日：5月5日 スリーサイズ：95/60/83 血液型：O
主人公の高校時代の同級生。主人公とは憎まれ口もたたく男友達のような間柄であったが、見かけによらず料理の専門学校に通っており料理上手。主人公にほのかな恋心を抱いている。
セガサターン版エクストラで再登場。フランスで修行した後、帰国してレストラン「香恋」でパティシエとして働いているほか、プルミエール3に登場するカフェ「パティスリー石鍋」のプロデューサーとして名前だけが登場している。
檜山有紀（ひやま ゆき）
身長：153cm 誕生日：3月2日 スリーサイズ：78/57/80 血液型：A
主人公のアルバイト先のハンバーガーショップ「Piaキャロット」に店長代理として赴任してきた女の子。気弱で童顔なせいかはじめ主人公から新人アルバイトと間違えられたほどだが、仕事は有能で厳しい。実はオーナーの孫娘。
篠原友恵（しのはら ともえ）
身長：168cm 誕生日：11月11日 スリーサイズ：92/59/93 血液型：B
主人公のアルバイト先によくコーヒーを飲みにくる女性。元モデルの妖艶なお姉さまで、「篠原プランニング」という空間デザイン事務所を経営している。年上のオジサマ好み。
東山日奈緒
身長：154cm 誕生日：12月31日 スリーサイズ：80/53/79 血液型：AB
有名画家を父に持つお嬢様。家柄と海外生活が長いせいか、のんびりとした性格。霊感が強く主人公以外でスワティたちの姿が見ることが出来る。サワディと友達である。
セガサターン版エクストラで再登場。プルミエール2の後、岩手の遠野に引っ越しており、用事で来た際に主人公と再会している。
ミーナ
タマゴから生まれてくる女神。本名はミナクーシー。

### i・mailキャラクター
内海 葉月
声：RINO
甘味処の経営者の娘。
大庭 純
声：筒井道子
ドラッグストアに勤務する薬剤師。
なぜか白衣の下にチャイナドレスを着ている。また、よく自分で調合した苦い漢方薬を処方してくれる。
春日 恵
声：森野とろろ
ピンクのカエルの着ぐるみを着て街を出歩く少女。幼く見えるが、実年齢は見た目よりも上である。
榊 亜実　
声：井村屋さくら
女性芸能人。主人公とは、間違いメールを機に交流を深めるが、芸能人であることは明かしていない。
西崎 美耶子
声：吉永あゆり
デパートのエレベーターガール。
相沢 奈々枝
声：日下千鶴
明るく元気な少女で、うまいこと取り入って物をたかる。
新山 留依
声：大津田裕美
オープンカフェのウェイトレス。内気な性格をしている。
聖 優花
声：CHIE
教会の修道女見習い。ビデオデッキの操作に困るほど機械に弱く、モバイルの使用も苦手である。

### プルミエール3キャラクター
主人公
スワティ / サワディ
#歴代ナビゲーションキャラクター参照
須崎 花子女（すざき かごめ）
声：風鈴みすず
主人公のバイト先の店のオーナー。大雑把でおっとりした性格をしているが、主人公のバイト先を含む多くの店を経営するほどの実業家である。
土方 萌（ひじかた もえ）
声：月森ねね
主人公と同じ大学に通う女子大生。まじめな性格で花嫁修業の一環として家事をマスターしたが、家庭環境故にスワティたち以上に浮世離れしており、主人公に世間のことを教えるよう頼みこむ。
佐藤 飴梨（さとう あめり）
声：叶一華
主人公のバイト先の同僚で、SNSの写真投稿に熱中している。両親はベンチャー企業の経営者であり、放任主義的な教育の結果、わがままな人物に成長した。
付き合っていることを露見したくないという思いから、主人公を勝手に兄と決めつける。

## 関連商品

### OVA版
1996年から1997年にかけてピンクパイナップルより「きゃんきゃんバニーエクストラ」としてビデオ、LD全6巻、DVD全3巻（各巻2話収録）が発売されている。18禁。ストーリーはタイトル通り、ゲーム版「エクストラ」を基にしているが、オリジナルキャラクターとして吉祥天の「シュリー」が登場している。ビデオ、LD版のセルバージョンのパッケージイラストを描いたのは蘭宮涼。

### ドラマCD
コンパスより全4巻で発売（販売はパイオニアLDC）されている。

### 小説版
ワニブックスからエクストラ（題名は『きゃんきゃんバニー』）全3巻、プルミエール、リミテッド、6i・mail各1巻が発売されている。このうちエクストラ、プルミエールは登場キャラクターがゲームとほぼ同じだが、リミテッドのサワディ、スワティ以外のヒロインは全員オリジナルキャラクターとなっている。
- 『きゃんきゃんバニー1 スワティ降臨』作：叶あゆら ISBN 4-8470-3165-2
- 『きゃんきゃんバニー2 トラブルとラブ』作：叶あゆら ISBN 4-8470-3191-1
- 『きゃんきゃんバニー3 さよなら。そして…』作：叶あゆら ISBN 4-8470-3208-X
- 『きゃんきゃんバニー リミテッド』作：内藤みか ISBN 4-8470-3305-1
- 『きゃんきゃんバニー プルミエール』作：春菜ななこ ISBN 4-8470-3301-9
- 『きゃんきゃんバニー6i・mail』作：叶あゆら ISBN 4-8470-3380-9

### 関連書籍
- ソフトバンク刊「きゃんきゃんバニープルミエール2 攻略&設定資料集」1997年2月、ISBN 4-7973-0209-7
- アスペクト社刊「きゃんきゃんバニー エクストラ ビジュアル ファンブック」1998年1月、ISBN 4-8936-6911-7
- ジャイブ社刊「きゃんきゃんバニー6 i・Mail モナコといっしょ！」2001年1月 ISBN 4-8961-3861-9